# Uta Zapf
Pour les articles homonymes, voir Zapf.
Uta Zapf, née à Legnica le 14 août 1941, est une femme politique allemande et membre du Bundestag (SPD).